# Spoorlijn Prešov – Humenné

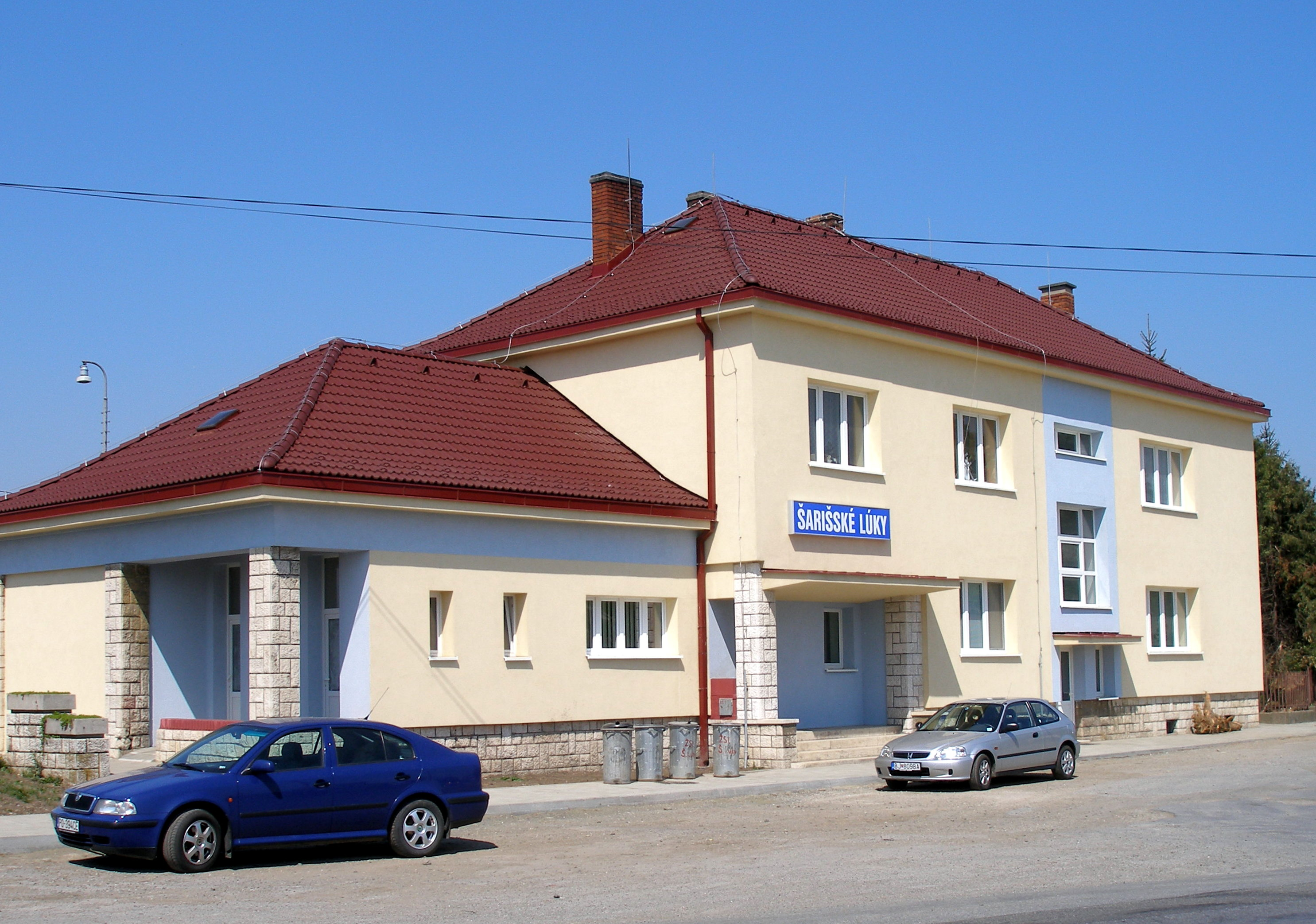
Station Šarišské Lúky (Prešov)

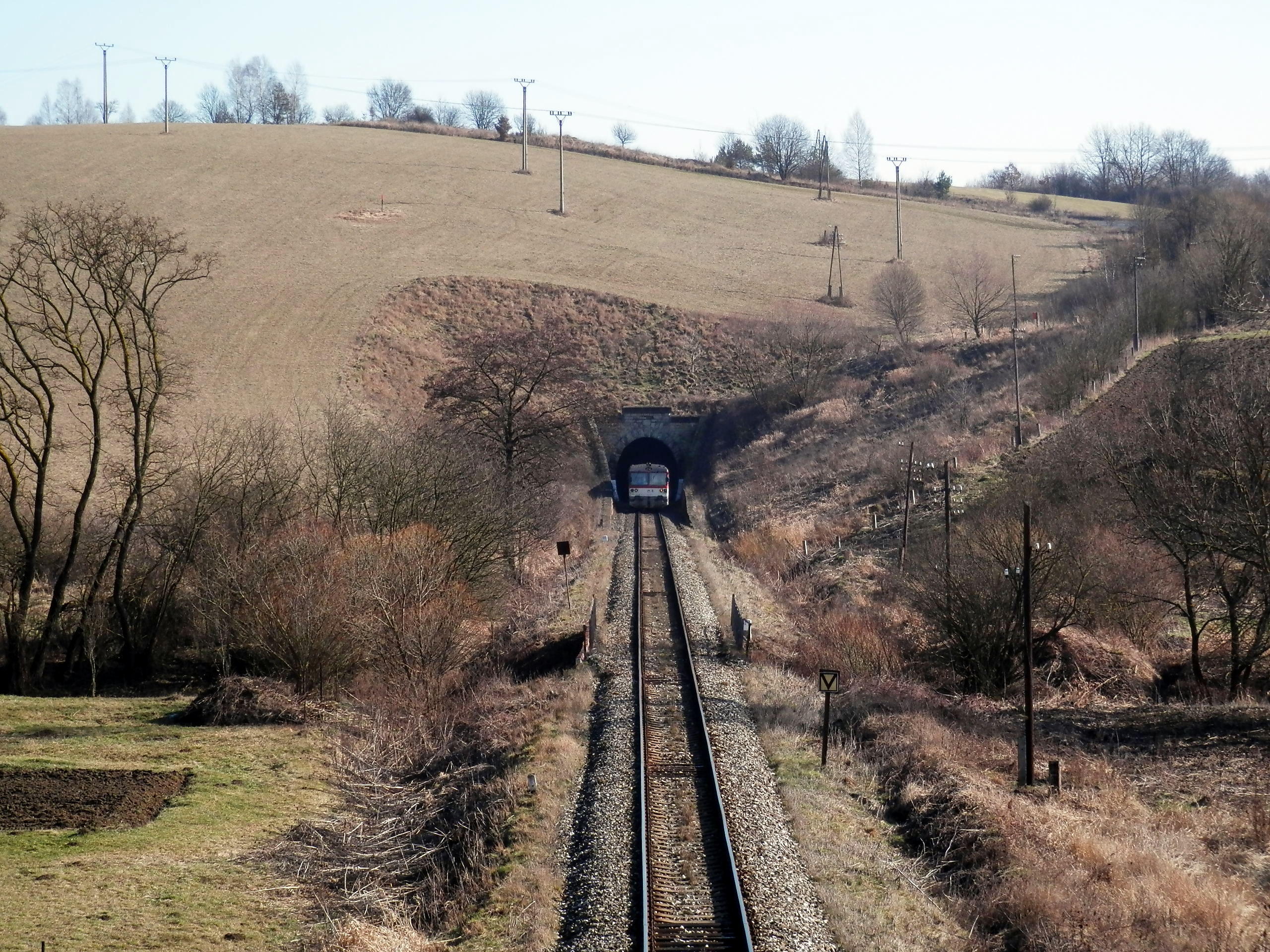
Nemcovský-tunnel (Lipníky) (450 m)

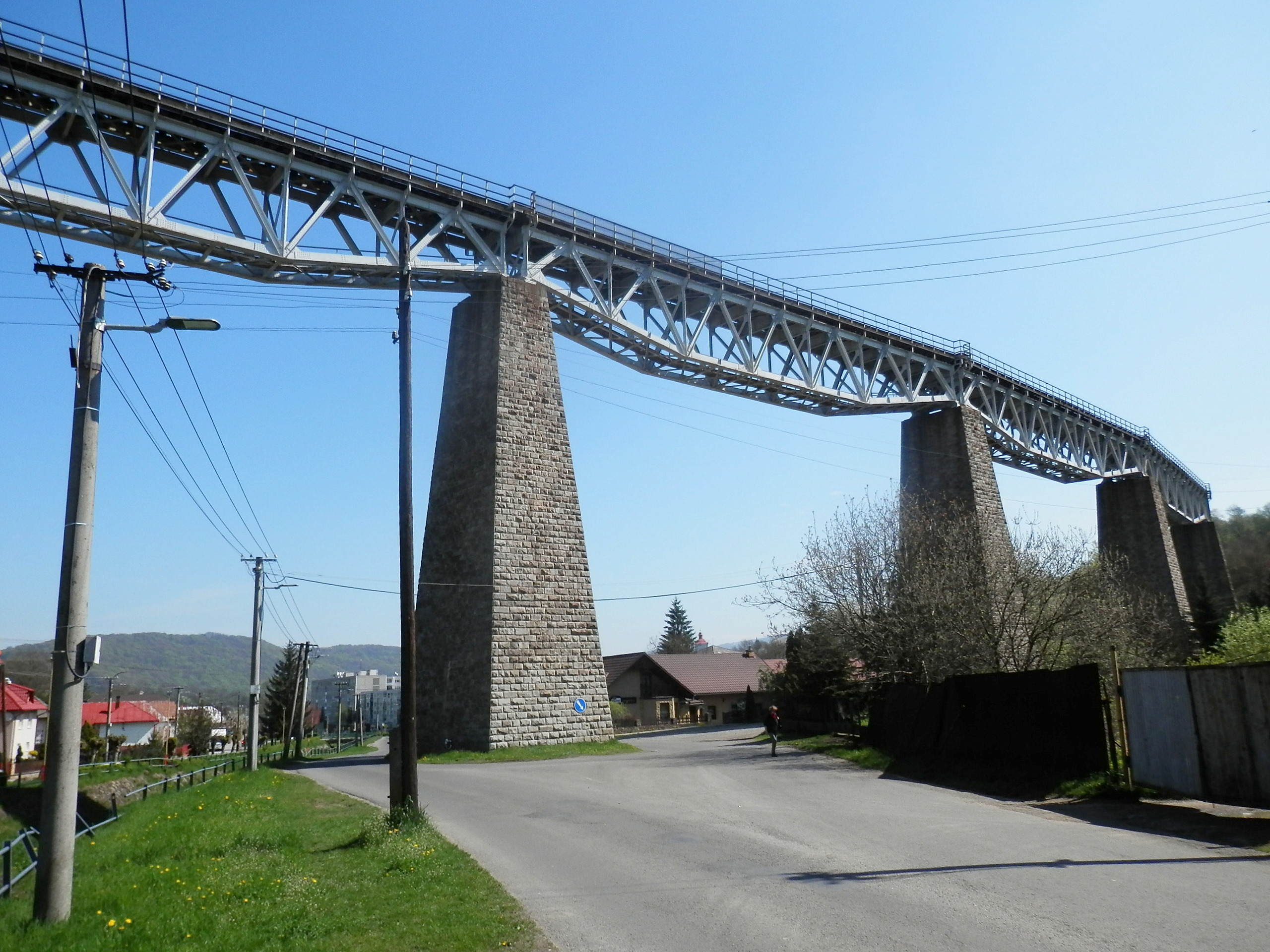
Hanušovský-onderbrugging

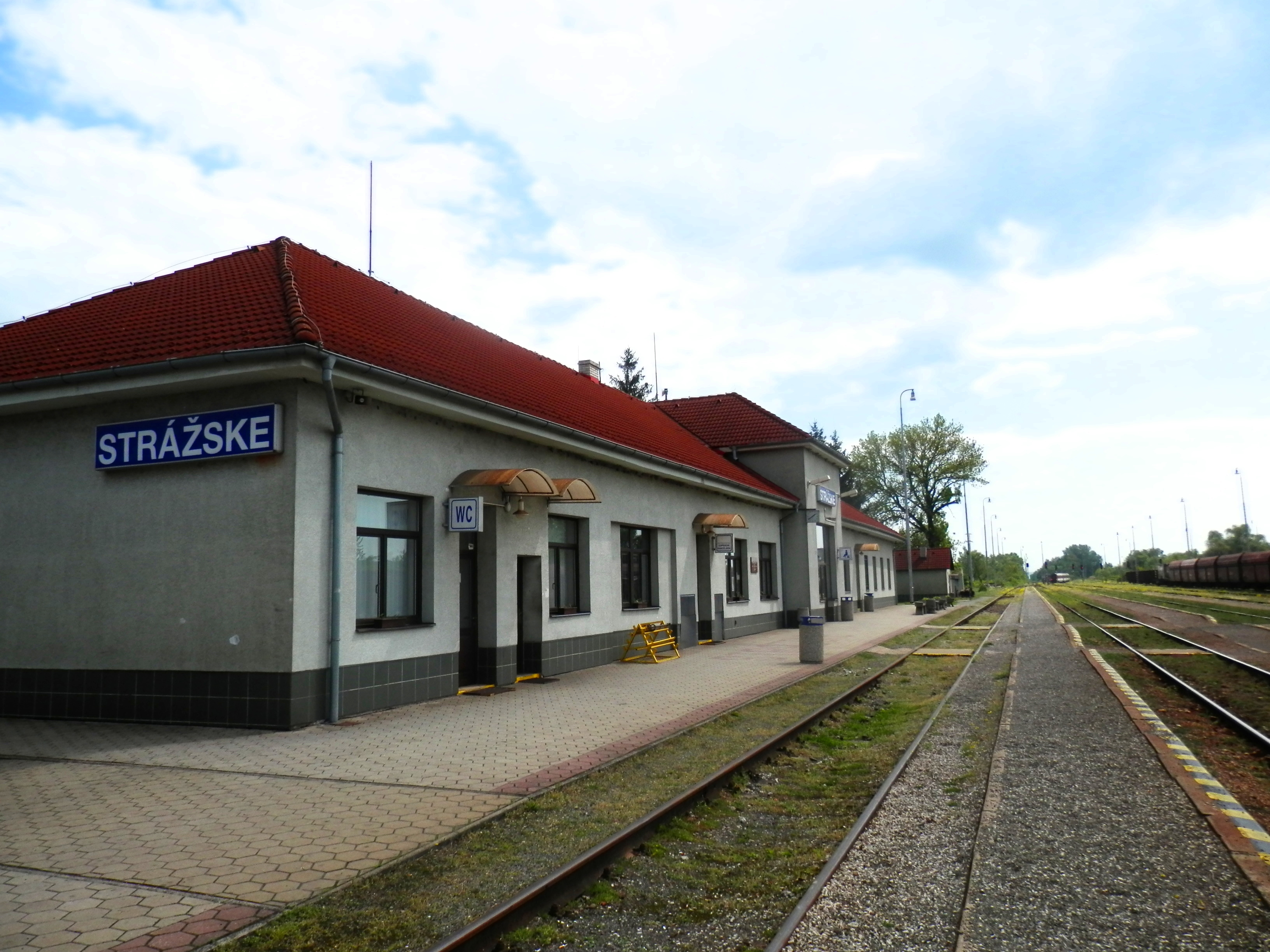
Station Strážske

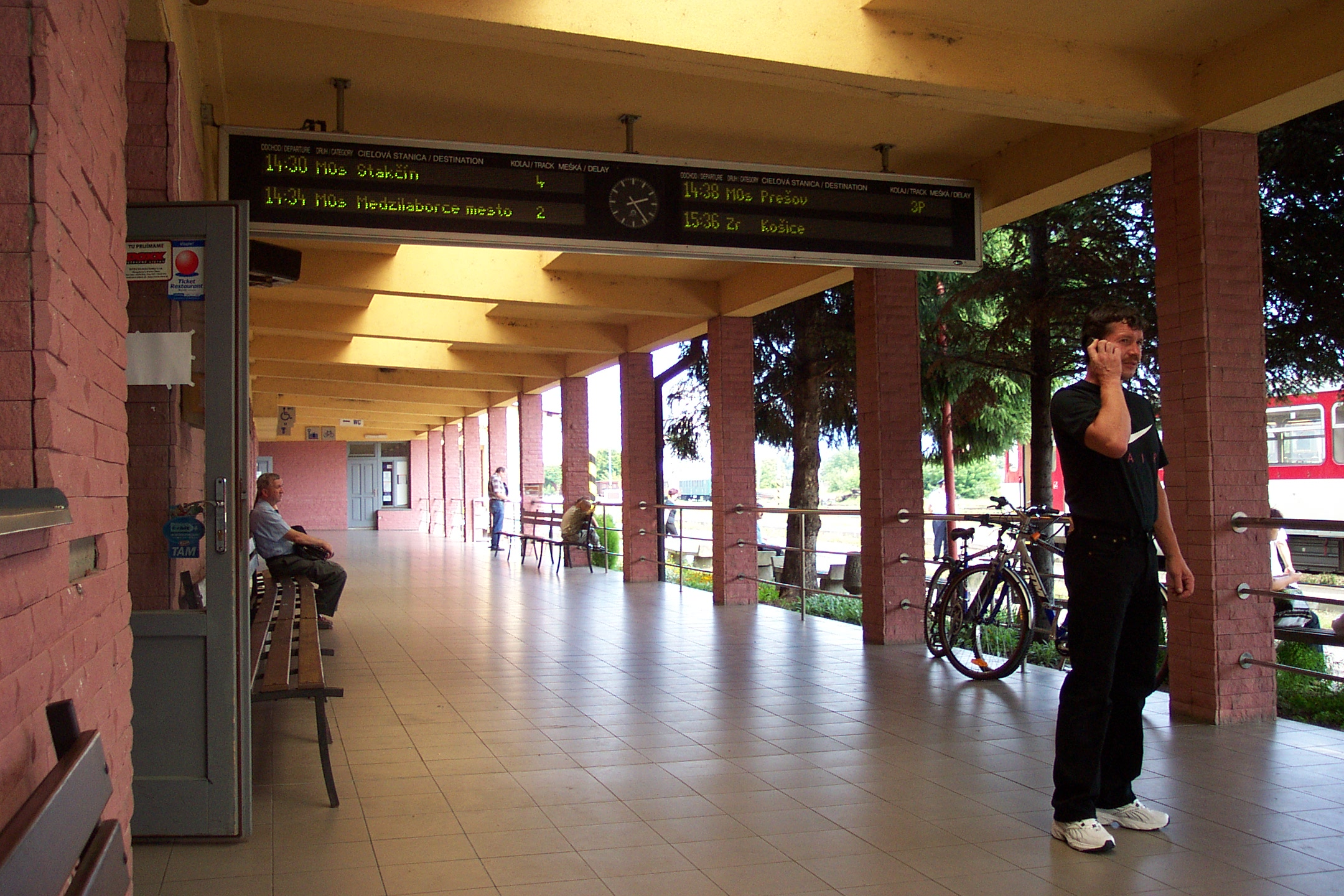
Station Humenné

De spoorlijn Prešov – Humenné (nummer 193) is een niet-geëlektrificeerde spoorlijn in het oosten van Slowakije die Prešov bij middel van een enkelspoor verbindt met de meer oostelijk gelegen gemeente Humenné, via Kapušany pri Prešove, Vranov nad Toplou en Strážske.

## Geschiedenis
Het traject van Prešov tot Strážske (60,437 km) geldt als hoofdspoorlijn. Het leidt vanaf de stad Prešov, via de noordelijke uitlopers van het Košice-bekken, door de Topla-vallei naar de gemeente Vranov nad Toplou en verder door de Oost-Slowaakse laagvlakte naar Strážske.
Het spoor van Prešov tot Kapušany pri Prešove (9,666 km) (lijn 193) is een sectie van de oorspronkelijke lijn 194 (Prešov - Bardejov). Laatstgenoemde werd op 11 december 1893 in dienst gesteld.
Het vervolg van de lijn, met andere woorden: de route van Kapušany pri Prešove naar Strážske (lijn 193) (50,771 km), werd aangelegd tijdens het bestaan van de Eerste Slowaakse Republiek, dit wil zeggen: tussen 14 maart 1939 en 8 mei 1945.
De enige toenmalige spoorlijn in oostelijke richting achter de hoogvlakte van Slanec was voor Slowakije in 1938 immers onbereikbaar geworden, nadat Slowakije een deel van zijn grondgebied moest afstaan aan Hongarije ingevolge de toepassing van de Eerste Weense Arbitrage.
Om die reden werd destijds beslist een nieuwe spoorlijn aan te leggen, van Prešov naar Humenné via Vranov nad Toplou, die het afgestane gebied moest omzeilen. Voor de bouw van dit nieuwe spoor liet de Slowaakse regering dwangarbeid verrichten door geïnterneerde Roma en door andere personen die door de staat als lastig werden beschouwd. Deze lijn werd geopend tijdens de Tweede Wereldoorlog, op 5 september 1943 en verbond het Oost-Slowaakse laagland opnieuw met de rest van het Slowaakse grondgebied.
Op 1 januari 1993 werd lijn 193 als gevolg van de Fluwelen Revolutie, overgedragen aan de nieuw opgerichte Spoorwegen van de Slowaakse Republiek (ŽSR).

## Treindienst
Er rijden lokale treinen rijden volgens een regelmatige dienstregeling.

## Stations en haltes
Aan de lijn liggen de volgende stations (s) en haltes: 
| Afstandspunt | Station/stopplaats                  | Commentaar                                                                               |
| ------------ | ----------------------------------- | ---------------------------------------------------------------------------------------- |
| 60,437       | Prešov (s)                          | Vertakking naar: • lijn 188 (Košice – Muszyna) • lijn 194 (Prešov – Bardejov)            |
| 56,360       | Šarišské Lúky (s)                   | Šarišské Lúky is een wijk in de gemeente Ľubotice nabij Prešov                           |
| 50,771       | Kapušany pri Prešove                | Vertakking naar spoorlijn 194 (Prešov – Bardejov)                                        |
| 47,685       | Lada                                |                                                                                          |
| 44,190       | Lipníky (s)                         |                                                                                          |
|              |                                     | Nemcovský-tunnel (450 m)                                                                 |
| 39,526       | Pavlovce                            |                                                                                          |
|              |                                     | Hanušovský-onderbrugging                                                                 |
| 35,900       | Hanušovce nad Topľou mesto ("stad") |                                                                                          |
| 34,281       | Hanušovce nad Topľou (s)            |                                                                                          |
| 31,824       | Bystré                              |                                                                                          |
| 29,194       | Čierne nad Topľou (s)               |                                                                                          |
| 24,631       | Hlinné                              |                                                                                          |
| 21,848       | Soľ                                 |                                                                                          |
| 18,362       | Komárany                            |                                                                                          |
| 14,709       | Vranov nad Topľou (s)               | Vertakking met lijn 192 naar Trebišov                                                    |
| 11,452       | Vranovské Dlhé                      |                                                                                          |
| 9,458        | Hencovce                            |                                                                                          |
| 7,370        | Nižný Hrabovec (s)                  |                                                                                          |
|              |                                     | Strážčanský-tunnel (305 m)                                                               |
| 0,00 54,90   | Strážske                            | Vertakking met spoorlijn 191 (Michaľany – Łupków)                                        |
| 59,10        | Brekov                              |                                                                                          |
| 64,50        | Humenné                             | Vertakking met: • spoorlijn 191 (Michaľany – Łupków) • spoorlijn 196 (Humenné – Stakčín) |